# Скаручна
Скаручна (на словенски: Skaručna) е село в Словения, регион Средна Словения, община Водице. Според Националната статистическа служба на Република Словения през 2015 г. селото има 315 жители.